# Municipio de Boryomi
El municipio de Boryomi (en georgiano: ბორჯომის მუნიციპალიტეტი) es un municipio en el centro de Georgia perteneciente a la región de Mesjetia-Yavajetia. El área total del municipio es 1189 kilómetros cuadrados y su centro administrativo es Boryomi. La población era 32.422, según el censo de 2014.

## Geografía
El municipio limita al suroeste con el municipio de Ajaltsije, al sur con los municipios de Ajalkalaki y Aspindza; al este limita con el municipio de Tsalka y al norte con los municipios de Jaragauli, Jashuri, Gori y Kareli. El municipio se corresponde con la región histórica de Toria.
El municipio está formado en gran parte por subcordilleras de las montañas del Cáucaso Menor, el extremo occidental de la cordillera de Trialeti y el extremo oriental de la cordillera de Mesjetia, que están separados por el valle de Boryomi a través del cual fluye el río Kurá.

### Clima
El municipio de Boryomi está situado en el lugar de transición entre los subtrópicos continentales y los subtrópicos húmedo con un clima de transición con inviernos fríos y veranos largos. La temperatura media anual en enero es de -3 a -6 °C; y en agosto, 14-18 °C.

## Historia
En la Edad Media, la superficie del municipio correspondía aproximadamente al territorio de la provincia de Toria del reino de Georgia. Después de su colapso en el siglo XVI, inicialmente estuvo bajo la influencia del principado de Mesjetia, pero pronto fue anexado por el Imperio otomano, con la antigua Toria en la frontera con el reino georgiano de Iberia y más tarde con Kartli-Kajetia (quedó en gran parte despoblado durante este período).
Después de que esta parte de Georgia fuera anexionada al Imperio ruso como resultado de la guerra ruso-turca de 1828-29, la zona pasó a formar parte de la gobernación de Tiflis hasta mediados del siglo XIX y formó parte de su uyezd de Gori hasta los primeros años de la Unión Soviética. En 1930 se escindió el raión independiente de Borjomi. De 1963 a 1966, el distrito fue disuelto temporalmente y su territorio fue asignado al raión de Jashuri, al norte. 
Después de que Georgia obtuvo su independencia, el distrito fue asignado a la recién creada región de Mesjetia-Yavajetia en 1995 y se transformó en municipio en 2006.

## Política
La asamblea municipal de Boryomi (en georgiano: ბორჯომის საკრებულო) es un órgano representativo en el municipio de Boryomi, que consta de 33 miembros que se eligen cada cuatro años. La última elección se llevó a cabo en octubre de 2021. Otar Arbolishvili del Sueño Georgiano (SG) fue elegido alcalde en las últimas elecciones.
| Partido político | Partido político                    | 2017 | 2021 |
| ---------------- | ----------------------------------- | ---- | ---- |
|                  | Sueño Georgiano                     | 13   | 24   |
|                  | Movimiento Nacional Unido           | 2    | 7    |
|                  | Alianza de los Patriotas de Georgia | 11   | 1    |
|                  | Para Georgia                        |      | 1    |
|                  | Georgia Europea                     | 1    |      |
|                  | Partido Laborista de Georgia        | 1    |      |
| Total            | Total                               | 28   | 33   |

## División administrativa
El municipio consta de 1 ciudad, Boryomi, 4 dabas o asentamientos de tipo urbano (Ajaldaba, Bakuriani, Bakurianis Andeziti y Tsagveri) y 37 pueblos (sopeli).

## Demografía
La población del municipio de Boryomi ha disminuido desde 1989, con una pérdida de población del 23%. Si se compara con la población anterior a la deportación de los turcos mesjetios, la reducción es del 70%.
| Población del municipio de Boryomi                                     | Población del municipio de Boryomi | Población del municipio de Boryomi | Población del municipio de Boryomi | Población del municipio de Boryomi | Población del municipio de Boryomi | Población del municipio de Boryomi | Población del municipio de Boryomi | Población del municipio de Boryomi | Población del municipio de Boryomi | Población del municipio de Boryomi | Población del municipio de Boryomi |
|                                                                        | 1897                               | 1922                               | 1926                               | 1939                               | 1959                               | 1970                               | 1979                               | 1989                               | 2002                               | 2014                               | 2021                               |
| ---------------------------------------------------------------------- | ---------------------------------- | ---------------------------------- | ---------------------------------- | ---------------------------------- | ---------------------------------- | ---------------------------------- | ---------------------------------- | ---------------------------------- | ---------------------------------- | ---------------------------------- | ---------------------------------- |
| Municipio de Boryomi                                                   | -                                  | -                                  | -                                  | 37 437                             | 37 010                             | 39 661                             | 40 796                             | 41 266                             | 32 422                             | 25 214                             | 24 998                             |
| Ciudad de Boryomi                                                      | -                                  | 3913                               | 5372                               | 14 317                             | 15 332                             | 16 316                             | 18 059                             | 19 007                             | 14 445                             | 10 546                             | 11 122                             |
| Datos: Estadística de población de Georgia desde 1897 hasta hoy. Nota: |                                    |                                    |                                    |                                    |                                    |                                    |                                    |                                    |                                    |                                    |                                    |

La población está compuesta por un 87,21% de georgianos. En el pasado la región tenía una importante minoría osetia que, debido al conflicto georgiano-osetio, fue menguando hasta representar sólo el 1,34% en 2014. Por eso, actualmente los armenios son el segundo grupo étnico más importante del municipio. Los griegos también fueron una comunidad numerosa y siguen siendo mayoría en pueblos como Tsijisjvari, pero muchos de ellos emigraron a Grecia.
|                            | 1939      | 1939       | 1959      | 1959       | 2014      | 2014       |
| Grupo étnico               | Población | Porcentaje | Población | Porcentaje | Población | Porcentaje |
| -------------------------- | --------- | ---------- | --------- | ---------- | --------- | ---------- |
| Georgianos                 | 22 189    | 59,3%      | 22 619    | 61,1%      | 21 990    | 87,21%     |
| Rusos                      | 4008      | 10,7%      | 3488      | 9,4%       | 277       | 1,10%      |
| Ucranianos                 | 4008      | 10,7%      | 558       | 1,5%       | 88        | 0,35%      |
| Armenios                   | 3946      | 10,5%      | 4684      | 12,7%      | 2176      | 8,63%      |
| Osetios                    | 5071      | 13,5%      | 3681      | 9,9%       | 338       | 1,34%      |
| Griegos                    | 1320      | 3,5%       | 1373      | 3,7%       | 293       | 1,16%      |
| Azeríes y turcos mesjetios | 177       | 0,5%       | 44        | 0,1%       | 16        | 0,06%      |
| Judíos                     | 179       | 0,5%       | 101       | 0,3%       | 5         | 0,02%      |
| Asirios                    | 39        | 0,1%       | -         | -          | 2         | 0,01%      |
| Abjasios                   | -         | -          | -         | -          | 2         | 0,01%      |
| Loms                       | -         | -          | -         | -          | 1         | 0,01%      |
| Kurdos                     | 28        | 0,1%       | 4         | 0,1%       | -         | -          |
| Alemanes                   | 122       | 0,3%       | -         | -          | -         | -          |
| Lezguinos                  | 27        | 0,1%       | -         | -          | -         | -          |
| Chechenos                  | 2         | 0,1%       | -         | -          | -         | -          |
| Total                      | 37 437    | 100%       | 37 010    | 100%       | 25 214    | 100%       |

## Infraestructura

### Arquitectura, monumentos y lugares de interés
En el municipio se encuentras lugares de interés histórico, artístico y religioso como el monasterio Mtsvane, del siglo IX; el monasterio de Timotesubani, del siglo XI; la iglesia de Potoleti o la fortaleza de Dviri. Otro aspecto muy destacado es la naturaleza del municipio de Boryomi, cuyo principal exponente es Parque Nacional de Boryomi-Jaragauli. Además, en este territorio hay resorts climáticos y de invierno como el propio Boryomi o Bakuriani.

### Transporte
La autopista internacional S8 atraviesa el valle de Boryomi y Boryomi, que se bifurca de la S1 en Jashuri y continúa por Ajaltsije hasta la frontera turca. En Boryomi se bifurca la carretera nacional Sh20, que atraviesa Tsagveri y la ciudad turística de Bakuriani y, siguiendo hacia Ajalkalaki, supera la cresta de la cordillera de Trialeti. El S8 sigue el ferrocarril Jashuri-Vale a través del valle de Kurá vía Boryomi y Ajaltsije. 
Las ciudades balneario de Boryomi y Bakuriani están conectadas por un ferrocarril de vía estrecha, inaugurado en 1902.

## Galería

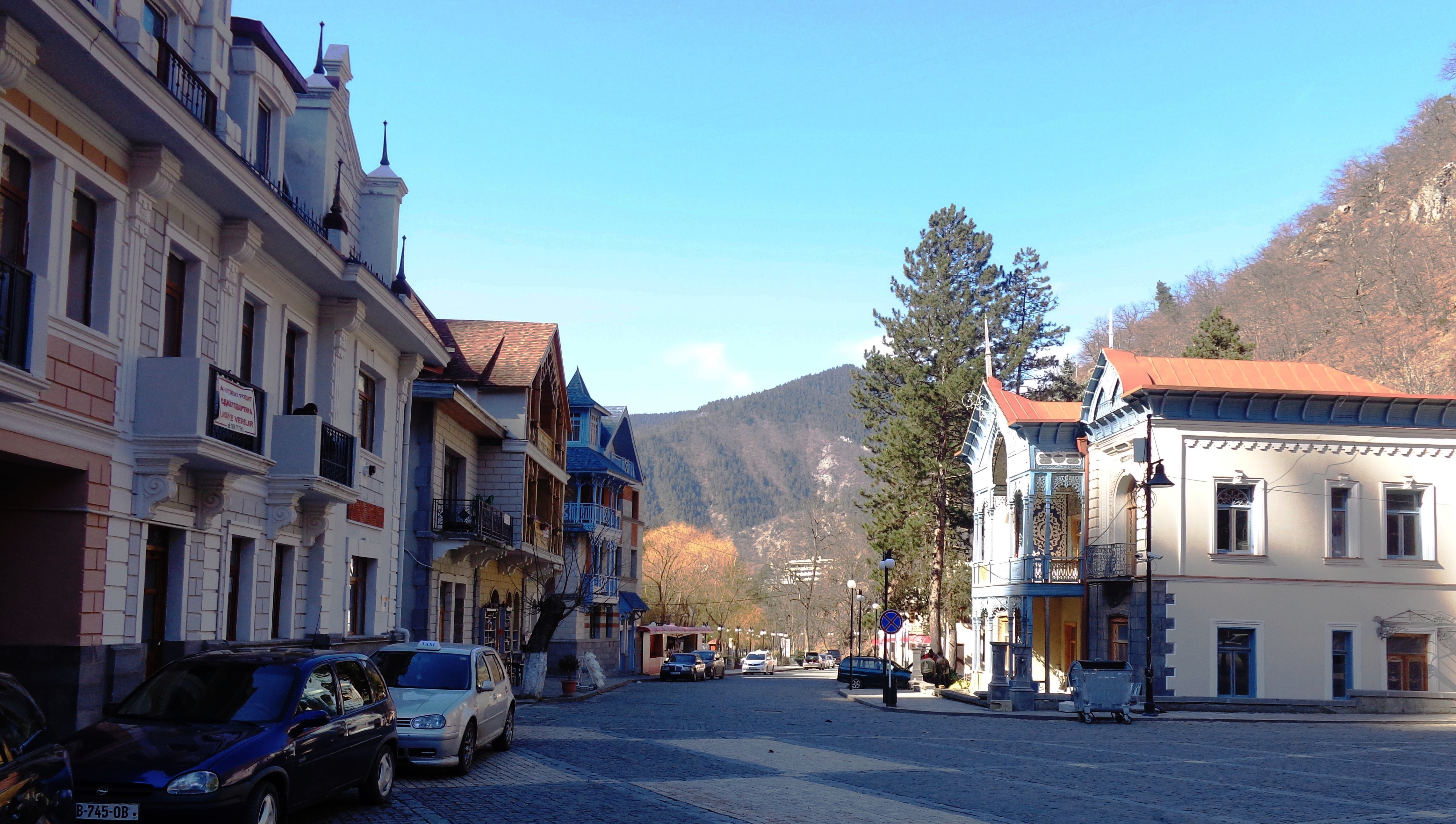
Calle de Boryomi
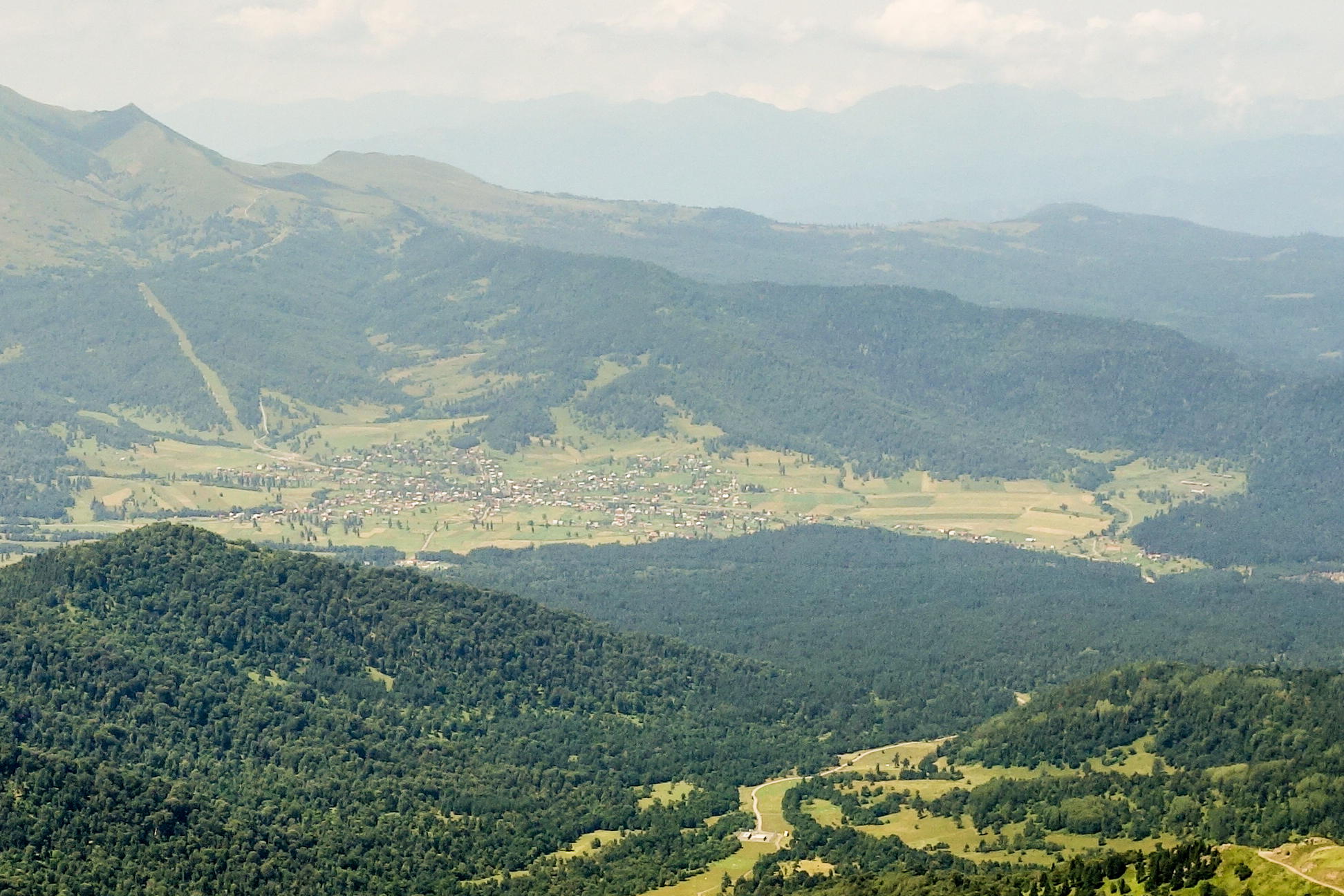
Tsijisjvari
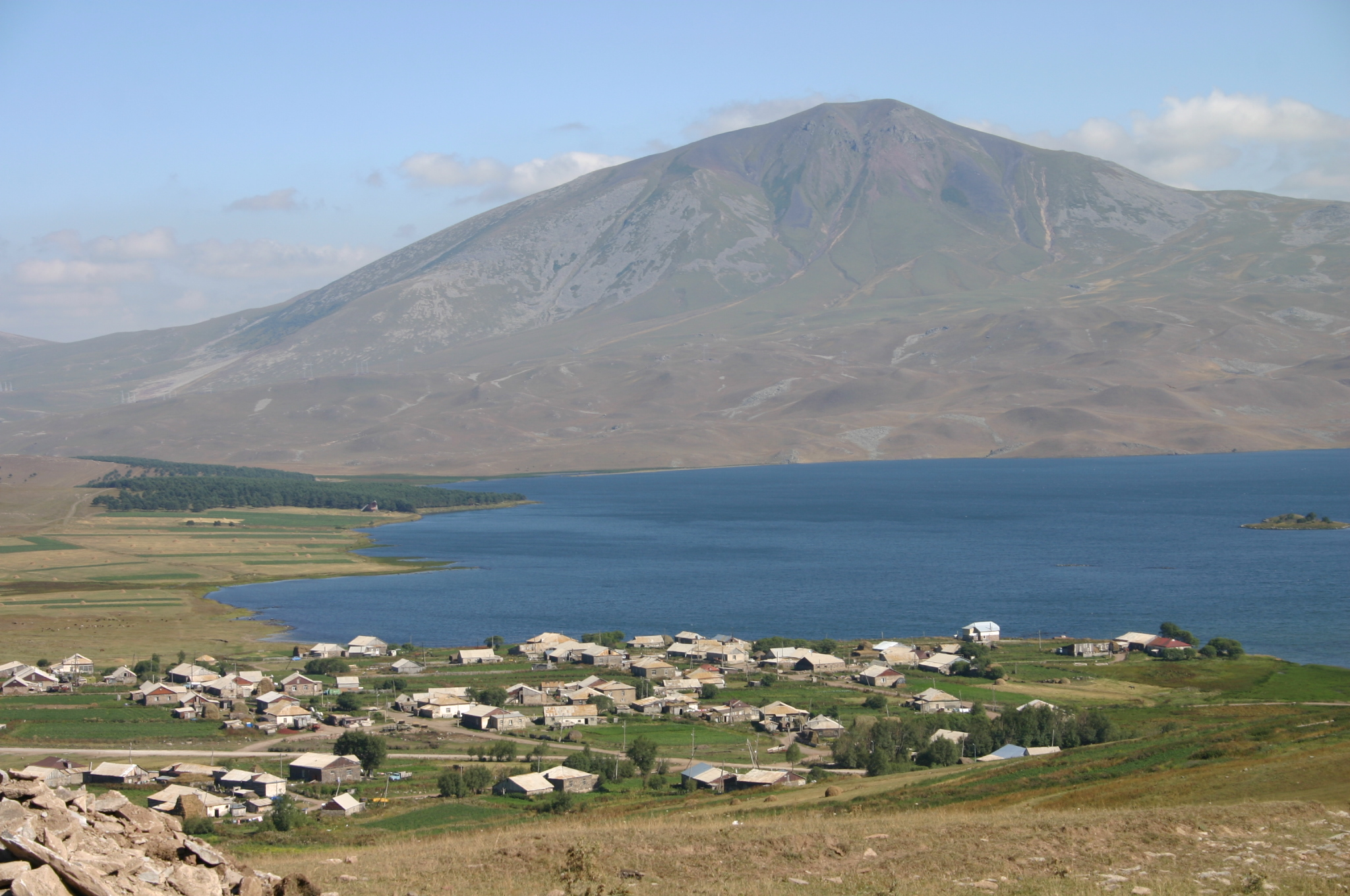
Tabatskuri
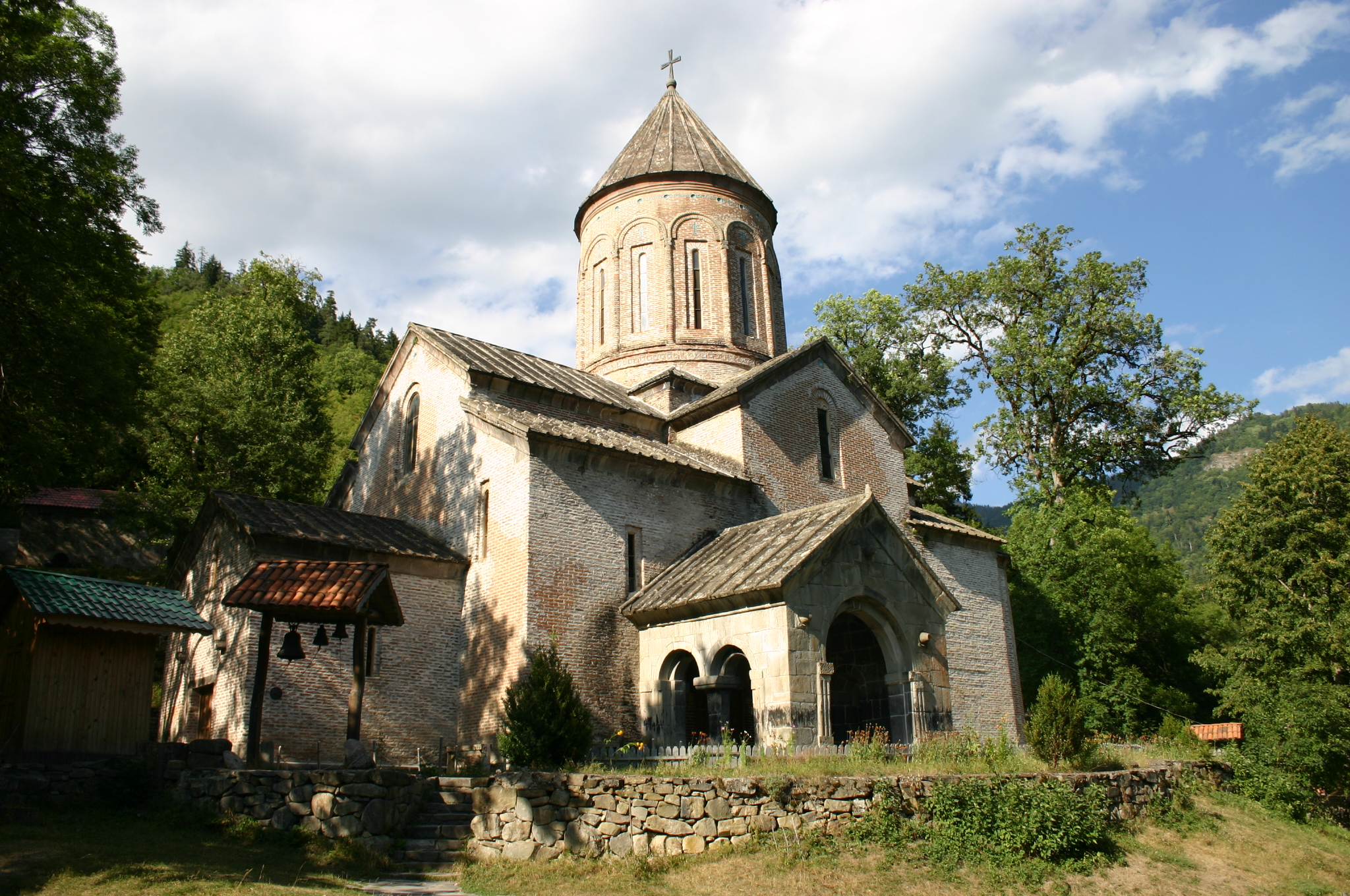
Monasterio de Timotesubani
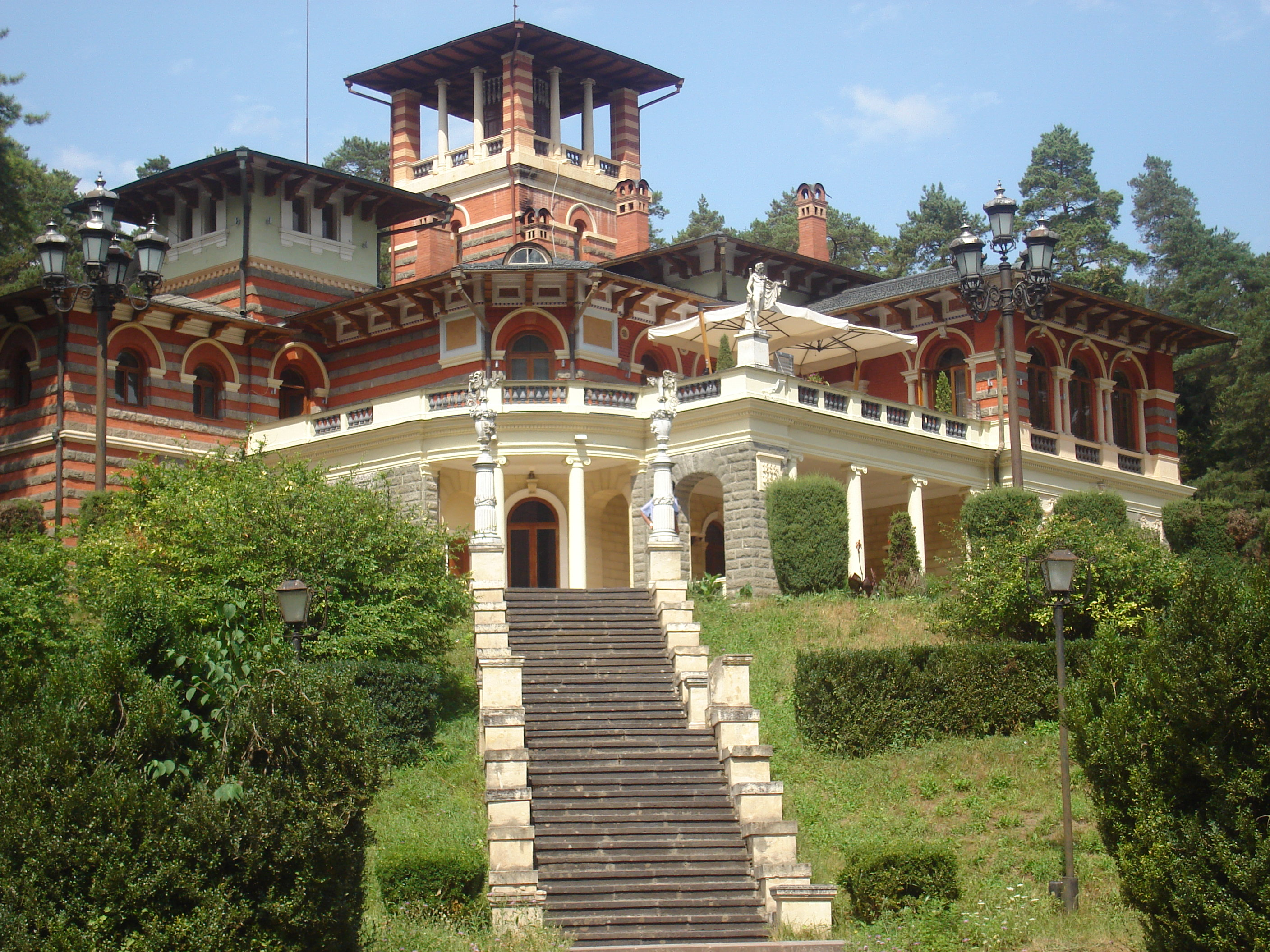
Palacio de Likani